# Harald Feller
Harald Feller (1913-2003) fue un diplomático suizo. Sus acciones al frente de la Embajada de Suiza en Budapest durante la Segunda Guerra Mundial, permitieron que numerosos ciudadanos judíos de Hungría sobrevivieran a la persecución del Régimen Nazi. En 1999, fue honrado por la institución israelí Yad Vashem con el título de Justos entre las Naciones.

## Carrera diplomática
En 1944, reemplazó al frente de la legación suiza en Budapest a Maximilian Jaeger. Al igual que su predecesor, prestó apoyo al vicecónsul Carl Lutz en el rescate de la población judía mediante la obtención de cartas de protección. Feller trabajó en estrecha colaboración con las otras legaciones neutrales para presionar constantemente a los gobiernos de Miklós Horthy y Döme Sztójay para que pusieran fin a la persecución y deportación de judíos. Feller protegió a los miembros de la legación sueca, que fueron atacados por milicianos del Partido de la Cruz Flechada, proveyéndoles de pasaportes suizos falsos y brindándoles refugio. Hacia el final de la guerra, Feller escondió a decenas de judíos en el sótano de su residencia consular en Budapest.
En febrero de 1945, los soviéticos arrestaron a Feller y Maximilian Jaeger y lo enviaron a Moscú, junto con otros ciudadanos suizos. Ambos fueron devueltos a su país en febrero de 1946 a cambio de dos pilotos que desertaron a Suiza.